# Urupema
Urupema è un comune del Brasile nello Stato di Santa Catarina, parte della mesoregione Serrana e della microregione di Campos de Lages.
Insieme a São Joaquim, Urubici, Bom Jardim da Serra e São José dos Ausentes, Urupema è considerata la città più fredda del Brasile prendendo in considerazione le medie della temperatura massima durante l'anno. Inoltre, assiema a Bom Jardim da Serra, è la città con le temperature minime assolute, arrivando a toccare, nel 2013, una temperatura di -6,3 °C.